# عبد الرحمن محمد (لاعب كرة يد)
عبد الرحمن محمد هو لاعب كرة يد والحاصل مع منتخب مصر للناشئين على بطولة العالم للناشئين لكرة اليد سنة 2019 وهو احسن حارس مرمى في العالم للناشئين في بطولة كاس العالم 2019 للناشئين وقد تم تكريمه بوسام الطبقة الأولى.
تحت قيادة مدرب حراس المرمى حمادة الروبي والمدير الفني مجدي أبو المجد والمدرب حسين زكي كما حصل على المركز الثالث والمدلية البرونزية في بطولة العالم لكرة اليد للشباب 2019 تحت 21 سنة، تحت قيادة المدير الفني طارق محروس. وهو لاعب النادي الاهلي المصري وحاز العديد من البطولات المحلية مع المارد الاحمر.